# داریو فو
داریو فو (به ایتالیایی: Dario Fo) (زاده ۲۴ مارس ۱۹۲۶ – درگذشتهٔ ۱۳ اکتبر ۲۰۱۶) از تأثیرگذارترین نویسندگان معاصر ایتالیا بود که علاوه بر نویسندگی، به کارگردانی تئاتر، طراحی صحنه و لباس، بازیگری و آهنگسازی، سرایش ترانه، نقاشی و فعالیت سیاسی چپ نیز می‌پرداخت. او برنده جایزه نوبل ادبیات در سال ۱۹۹۷ بود. وی اغلب، طراح صحنه، لباس، آهنگساز و بازیگر نمایش‌های خودش بود. این نمایش‌ها، همگی واکنش‌هایی به رویدادهای سیاسی و اجتماعی ایتالیای معاصر هستند.
فو در بازیگری از ژاک لکوک، (مدرس فرانسوی بازیگری و خلاقیت)، در کارگردانی از استره لر (کارگردان ایتالیایی)، در اندیشه از آنتونیو گرامشی (متفکر فلسفه سیاسی) و بیشتر از همه از کمدی هنرمندان الهام گرفته‌است.

## کودکی و نوجوانی
وی در سال ۱۹۲۶ در دهکده لجیونو از توابع سنجیانو (یکی از مراکز صنعتی و کارگری ایتالیا) در استان وارزه ایتالیا در خانواده‌ای با گرایش‌های ضد فاشیستی متولد شد. پدرش کارمند راه‌آهن (با عقاید سوسیالیستی) بود و به همین خاطر، بیشتر دوران کودکی داریو در سفر از شهری به شهر دیگر گذشت. او در دیدارهایی که از مزرعه پدربزرگ مادری‌اش داشت با او برای فروش محصولاتش همراه می‌شد. پدربزرگ برای جلب نظر مردم شهر به نقل داستان‌های جذاب می‌پرداخت و نخستین آشنایی داریو با داستان‌سرایی در همین دوران اتفاق افتاد.
مادرش پینا روتا، زنی روشنفکر و نویسنده بود که در کتاب زندگی‌نامه خود سرزمین قورباغه‌ها روزگار یک خانواده کارگر کشاورزی در ایتالیای ابتدای قرن بیستم را روایت می‌کرد. روتا با محیط پرشوری که در خانه ایجاد کرده بود، داریوی جوان توانست با نویسندگان بزرگی همچون برتولت برشت، ولادیمیر مایاکوفسکی، ادواردو ده فیلیپو و فدریکو گارسیا لورکا آشنا شود.
در سال ۱۹۴۰، هنگامی که بسیار جوان بود، به شهر میلان نقل مکان کرد و در آکادمی بررا (Brera) مشغول تحصیل شد. در اواخر جنگ جهانی دوم به خدمت اجباری سربازی فراخوانده شد، اما از سربازی فرار کرد و در چند ماه پایانی جنگ در یک کلبه پنهانی زندگی کرد. پس از جنگ، در دانشکده معماری دانشگاه پلی‌تکنیک میلان ثبت نام کرد اما به دلیل حمله عصبی، دانشگاه را نیمه‌تمام گذاشت و به تئاتر روی آورد؛ زیرا پزشک روان‌شناس به او توصیه کرد دنبال شغلی برود که همیشه برایش لذت بخش باشد. او در آغاز به عنوان طراح صحنه، سپس کمدین طرح‌های کوتاه کمدی در جنگ‌های نمایشی و در نهایت، نویسندگی و کارگردانی تئاتر پرداخت.

## زندگی حرفه‌ای

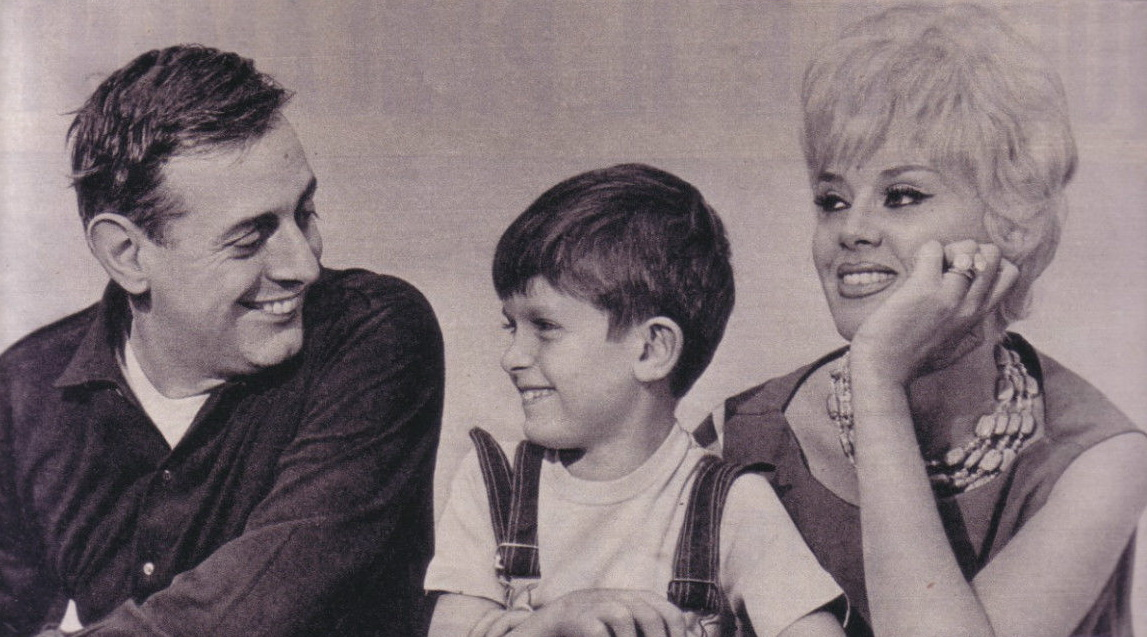
به همراه همسر (فرانکا) و فرزندشان (یاکُپُ)

در ۱۹۵۲ و با نوشتن مونولوگ‌هایی برای رادیو، همکاری‌اش را با رادیو و تلویزیون دولتی ایتالیا، رای (RAI) آغاز کرد. در سال ۱۹۵۴ با بازیگر اصلی آثارش فرانکا رامه (۱۹۳۰–۲۰۱۳) ازدواج کرد. خانواده رامه برای چند نسل از نمایشگران کمدی هنرمندان در شمال ایتالیا بودند. ۵ سال بعد از این ازدواج، کمپانی «فو – رامه» را که تعدادی از آثار مهم وی همچون «مقصر همیشه شیطان است» (۶۶–۱۹۶۵) محصول فعالیت‌های آن است، تأسیس کرد. نمایشنامه‌های سیاسی مربوط به این دوره از زندگی فو با طعم تلخ نقد اجتماعی، قهرمانان نادرست، دیوان‌سالاری دولتی و امپریالیسم آمریکا را هدف قرار داده بودند. فو همواره یکی از مخالفان سیستم سیاسی و اجتماعی دوران خود بود و این مخالفت‌ها را در غالب آثار تئاتری که اکثراً با سانسور مواجه می‌شدند، به نمایش می‌گذاشت.
در ۱۹۶۲ به دعوت مدیر تلویزیون ایتالیا، نویسندگی و کارگردانی یک شو تلویزیونی را بر عهده گرفت. اما تعدادی از نوشته‌ها به دلیل داشتن محتوای سیاسی، دچار سانسور شدید شدند و اعتراض کلیسا و قدرتمندان سیسیل را برانگیختند. به این دیلیل داریو فو و همسرش به عنوان اعتراض، برنامه را ترک کردند و کناره‌گیری آن‌ها از رادیو و تلویزیون تا ۱۵سال بعد ادامه پیدا کرد. در فاصله این سال‌ها، فو بیشتر به کارگردانی آثار نمایشی پرداخت.
در نیمه دوم دهه ۶۰ میلادی با افزایش بحران سیاسی در ایتالیا و جنبش‌های خواهان تغییر در سراسر اروپا، به استان محل زادگاهش، لمباردی، که محل صنایع بزرگ بود بازگشت و نمایش‌هایش را به میان کارگران اعتصاب‌کننده برد. کارناوال‌های وی (که موفق‌ترین دوره فعالیت‌های او بودند) آیین‌هایی برای سرگرمی، آگاهی و تجدید قوای کارگران اشغال‌کننده کارخانه‌ها بودند. فعالیت‌های این دوره فو باعث تبدیل او به یک نیروی فرهنگی، اجتماعی در ایتالیا شد. از جمله مجموعه نمایش‌های تک نفره میسترو بوفو بود که روایتی طنز آمیز از معجزات مسیح و داستان‌های پاپ‌ها و اولیای مسیحی ارائه می‌دهد که به جای تفسیر آسمانی این معجزات، برخورد مردم فقیری را که تماشاگر معجزات بودند باز می‌نماید.
در سال ۱۹۶۹ یکی از مطرح‌ترین آثارش «اسرار کمدی» را که کنکاشی است در شناخت ریشه‌های فرهنگ عامه، به روی صحنه برد. این تک‌گویی بلند که در آن از زبان «گرملوت» (Grammelot) به شیوه‌ای سرگرم‌کننده استفاده شده با استقبال شدید تماشاگران مواجه می‌شود. گرملوت مخلوطی از «زبان محلی دره‌پو»، «شیوه بیان قرون وسطایی» و مترادف‌های خلق‌شده توسط خود فو است. بسیاری این اثر را شاهکار داریو فو می‌دانند. در سال‌های پس از آن به نوشتن متون نمایشی و آموزشی پرداخت که از جمله آن‌ها «فرهنگ کوچک هنرپیشه» (۱۹۸۷) است که به فارسی نیز برگردانده شده‌است.
شناخته شده‌ترین کار فو، مرگ تصادفی یک آنارشیست، اولین بار در ۱۹۷۰ اجرا شد و بعدها در ۴۰ کشور به صحنه رفت. داستان تلخ و واقعی کارگر راه‌آهنی که به جرم بمب‌گذاری دستگیر شد و در بازداشت (در حالی که هیچ ربطی به بمب‌گذاران واقعی نداشت) جان سپرد. اما این داستان تلخ در دستان فوی بازیگر/ نویسنده و کارگردان به کمدی تمام عیاری تبدیل شده بود که شیوه‌های پلیس و فساد را افشا می‌کرد.
در سال‌های ۷۸–۱۹۷۷ فو به یکی از شناخته‌شده‌ترین نویسندگان ایتالیا در عرصه بین‌المللی بدل شد و آثارش در ۵۰ کشور جهان چاپ و به ۳۰ زبان ترجمه شدند. فو در سال ۱۹۹۷میلادی موفق به دریافت جایزه نوبل ادبیات شد.

## دوران پیری
پس از جایزه نوبل و جهانی شدن آثار فو، واکنش او به سیاست روز بیشتر هم شد. در سال ۲۰۰۳ نمایش غیرطبیعی با دو مغز را نوشت که داستان سوءقصد به ولادیمیر پوتین و سیلویو برلوسکونی است. پوتین می‌میرد اما برلوسکونی در حالی که هم مغز خودش و هم مغز پوتین را در سر دارد جان سالم به در می‌برد. در سال ۲۰۰۵ نمایشی با نگاه به زندگی و فعالیت‌های ضد جنگ سیندی شیهان، زنی که پسرش را در جنگ عراق از دست داد، نوشت.
در سال‌های پایانی، وی بیشتر به کارهای تجسمی، نقاشی، رمان‌نویسی و نوعی پرده‌خوانی دربارهٔ نقاشان و هنرمندان بزرگی که بر او تأثیر گذاشته بودند می‌پرداخت. در سال ۲۰۴ اولین رمانش را دربارهٔ لوکرتزیا بورجیا نوشت تا تصویری متفاوت از این زن قدرتمند خاندان بورجیا ارائه دهد.

## سیاست
فو سال‌ها فعال حفاظت محیط زیست بود و در مزرعه خودگردانش در شمال ایتالیا زندگی می‌کرد. با تأسیس حزب جنبش پنج ستاره به رهبری بپ گریلو از آن حمایت کرد.
در سپتامبر ۲۰۱۶ دولت ترکیه اجرای آثار او به همراه ویلیام شکسپیر و آنتوان چخوف ممنوع اعلام کرد. او در پاسخ به این حرکت گفت: «اگر ثابت شود کل بحران ترکیه تأثیر من بوده، به خصوص که من تنها نویسنده زنده در میان این غول‌ها هستم، این را نوبل دومی برای خودم می‌دانم.»

## تهدیدها
فو برای فعالیت‌های خود بارها تهدید به مرگ شد. مورد حمله فیزیکی قرار گرفت و فرانکا رامه، هسر و همکارش در ۱۹۷۳ ربوده شد. رامه شکنجه شد و ربایندگان، که بعدها معلوم شد با پلیس دولتی مرتبط بودند، به او تجاوز جنسی کردند. تا اواسط دهه ۱۹۸۰ دولت آمریکا از دادن روادید به آن‌ها برای اجرای آثارشان خودداری می‌کرد و کلیساهای ایتالیا حتی به جایزه نوبل او در ۱۹۹۷ اعتراض کردند.

## در ایران

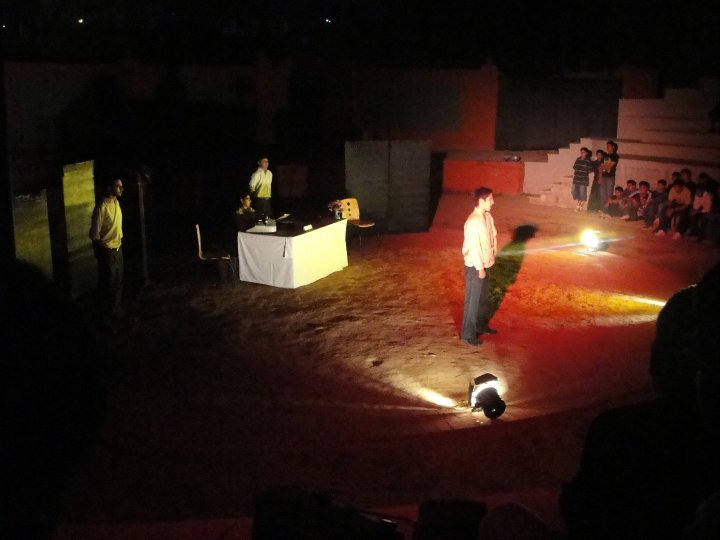
نمایشنامه داریو فو محصول 2009 در مدرسه دون هند

آثار فو به ۳۰ زبان از جمله فارسی ترجمه شده‌اند.
همچنین نمایشنامه یک زن عرب حرف می‌زند که اثر مشترک داریو فو و فرانکا رامه می‌باشد توسط نشر الکترونیکی منجنیق، با ترجمه الیاس قنواتی و فرزانه قنواتی در سال ۱۳۹۶ به صورت کتاب PDF انتشار یافته‌است.
اجرای نمایشنامه روز از نو به کارگردانی منیژه محامدی و  مردان بیوه به کارگردانی مجید زارع زاده از اجراهای موفق نمایشنامه های داریو فو در ایران به حساب می آیند.
مرگ تصادفی یک آنارشیست در سال ۱۳۹۵ در شیراز توسط گروه تیاتر پویا به کارگردانی نوید جعفری به روی صحنه رفت و یکی از پربیننده‌ترین نمایش‌های سال شد.
زاوش تقوایی ، علیرضا جهاندیده ، نوید جعفری ، حسین چناری و مهری منصوری ، محمد علی امیری و زهرا عسکری بازیگران این اجرا بودند که در تماشاخانه استاد سپاسدار به روی صحنه رفت و به دلیل استقبال مخاطبان اجرای این اثر تمدید شد.
نوید جعفری در سال ۱۳۹۲ دیگر نمایشنامه داریو فو به نام همه دزدها که دزد نیستند را در تماشاخانه استاد هودی به روی صحنه برد که مورد استقبال مخاطبان قرار گرفت. و یکی از نمایش‌های پربیننده در سال ۹۲ بود.
در این نمایش علیرضا جهاندیده ، مهری منصوری ، حسین چناری ، نیلوفر تقوی فرد و مرجان فراحی با همراهی نوید جعفری به ایفای نقش پرداختند.
نمایش برای خرید پول پرداخت نمیشه سومین اثر به کارگردانی نوید جعفری از نوشته های داریوفو است که در آینده توسط گروه تئاتر پویا آماده اجرا خواهد شد 
پس از آن این اثر در سال ۱۳۹۶ به کارگردانی مشترک مریم حمیدی و محمدجواد کارگران نیز باری دیگر در شیراز به اجرای عموم در آمد. بازیگران این اثر(هادی مقدم، برزین مهرآبادی، سمیه نصرالله‌زاده، فائزه رستگاری و پیمان حمیدی) بودند.
گروه تئاتر پویا در شیراز در سال ۹۴ نمایش جسدهای پستی را به کارگردانی علیرضا جهاندیده از داریو فو در تماشاخانه استاد هودی به روی صحنه برد.

## آثار مشهور
- اسرار کمدی
- (۱۹۷۰) - مرگ تصادفی یک آنارشیست
- (۱۹۷۲) - یک زن عرب حرف می‌زند
- نامزد (۱۹۸۹)
- حساب پرداخت نمی‌شه!
- نگهبان تقاطع جاده و راه‌آهن
- همه دزدها که دزد نیستند
- جسدهای پستی